# Lilla Malma församling
Lilla Malma församling var en församling i Strängnäs stift och i Flens kommun i Södermanlands län. Församlingen uppgick 2006 i Dunker-Lilla Malma församling.

## Administrativ historik
Församlingen har medeltida ursprung under namnet Malma församling som namnändrades 23 augusti 1940 till det nuvarande. Församlingen har till 2006 bildat pastorat med Dunkers församling, till 1948 som annexförsamling, därefter som mdoerförsamling. Församlingen uppgick 2006 i Dunker-Lilla Malma församling.

## Kyrkor
- Lilla Malma kyrka